# Arnhem
Arnhem: Операция «Market Garden» — компьютерная игра в жанре пошаговой военной стратегии. Выпущена компанией Strategic Simulations, Inc. в 1985 году для MS-DOS, ZX Spectrum и Amstrad CPC, в 1991 году — для Commodore Amiga. В Великобритании выпуском игры занималась компания Cases Computer Simulations.
Arnhem стала первой в серии из трёх игр, созданных Робертом Смитом. Серия была продолжена играми Desert Rats: The North Africa Campaign (1985) и Vulcan: The Tunisian Campaign (1986).

## Сюжет
Игра воссоздаёт события сентября 1944 года, когда союзники (США, Великобритания) сражаются против Германии в битве за Арнем (один из эпизодов Голландской наступательной операции союзников).
Игрок может выступать как на стороне немцев, так и за союзников (в версии для ZX Spectrum - только за союзников).
Согласно истории, победу одержали германские силы.

## Геймплей
Игровое поле (квадрат 20 × 20) показывает участок местности с боевыми юнитами обозначенными квадратами. Игрок должен за ограниченное количество ходов выполнить цель миссии (союзники — захватить мост, немцы — отбить атаку союзников). Боевые юниты занимают квадрат 2×2, но имеется возможность размещать их более компактно, что грозит большим уроном при атаке противника. Скорость перемещения по дорогам больше чем по пересеченной местности, но такой манёвр более опасен.
Игра содержит пять миссий, отличающихся сложностью:
1. Advance to Eindoven — 7 ходов
2. Operation Garden — 10 ходов
3. Operation Market — 26 ходов
4. The Bridge Too Far — 15 ходов
5. Market Garden — 26 ходов — вся кампания от начала до конца